# Robert de Courtenay
Robert de Courtenay (zm. 1228, zapewne w styczniu) – władca Cesarstwa Łacińskiego jako Robert I, młodszy syn poprzedniego cesarza - Piotra, z możnego rodu de Courtenay (potomek króla Francji - Ludwika VI Grubego).

## Życiorys
Jego matka - Jolanta Flandryjska (zm. 1219), była siostrą Baldwina I i Henryka Flandryjskich, którzy byli kolejno pierwszym i drugim władcą Łacińskiego Cesarstwa Konstantynopola.
Kiedy do Francji dotarły wieści o śmierci Piotra II, jego najstarszy syn - Filip, markiz Namur, odmówił przyjęcia korony i oddał ją młodszemu bratu - właśnie Robertowi. Najpierw regencję sprawowała jego matka, potem Conon de Béthune. Na cesarza Robert został ostatecznie koronowany 25 marca 1221, i od razu został otoczony przez wrogów. Po pomoc zwrócił się do papieża Honoriusza III i króla Francji - Filipa II Augusta, ale w międzyczasie jego ziemie wpadły w ręce despoty Epiru i cesarza Nicei (po bitwie pod Poimanenonem).
Jakaś mała armia została wysłana na pomoc z zachodniej Europy, ale wkrótce Robert został zmuszony do zawarcia w 1225 pokoju z Janem III Dukasem Vatatzesem, cesarzem Nicei, który to pokój potwierdził wszystkie dotychczasowe zdobycze Jana. Robert obiecał poślubić Eudoksję, córkę poprzedniego cesarza - Teodora I Laskarysa, kobietę z którą już raz był zaręczony. Jednak Robert złamał przyrzeczenie i w 1227 poślubił córkę francuskiego rycerza Baldwina z Neuville, który poległ w bitwie pod Adrianopolem. Dowiedziawszy się o tym, baronowie związali cesarza, jego żonie obcięli nos i wargi, a teściową utopili w morzu. Cesarz został zmuszony do przyglądania się egzekucjom, a następnie został uwolniony. Wydarzenia te zachwiały jego psychiką. Popłynął do Rzymu, gdzie papież Grzegorz IX ofiarował mu pieniądze i namówił do powrotu do Konstantynopola. W drodze Robert zatrzymał się u siostry Agnieszki w Morei, gdzie zachorował i zmarł.

## Herby
| Rodu de Courtenay | Cesarstwa Łacińskiego |